# Sommeraster
Die Sommeraster (Callistephus chinensis) oder Gartenaster ist die einzige Pflanzenart der Gattung Callistephus in der Familie der Korbblütler (Asteraceae).
Als weiterer deutschsprachiger Trivialname ist für Bayern die Bezeichnung Todtenblume belegt.

## Merkmale

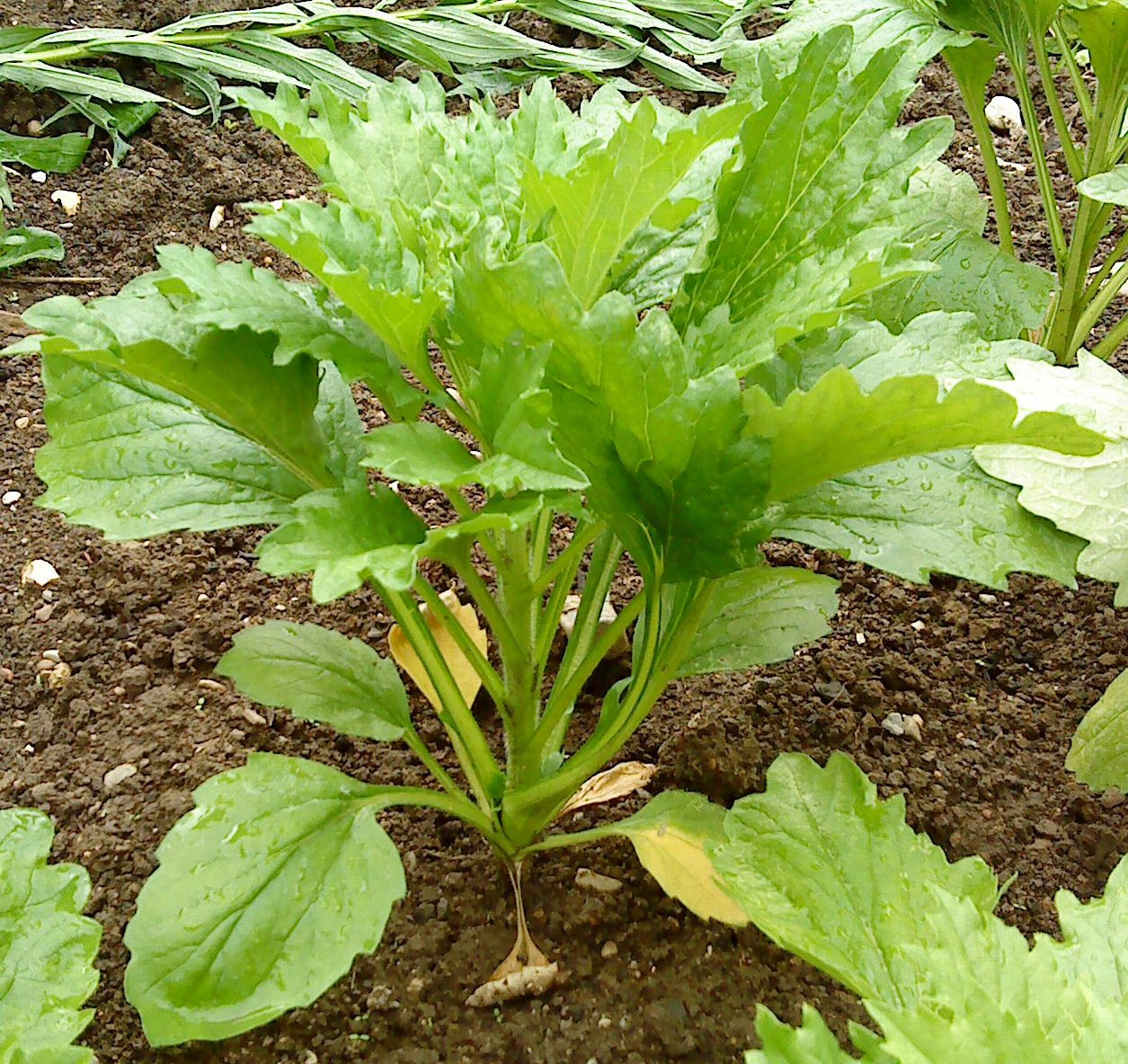
Laubblätter der Sommeraster

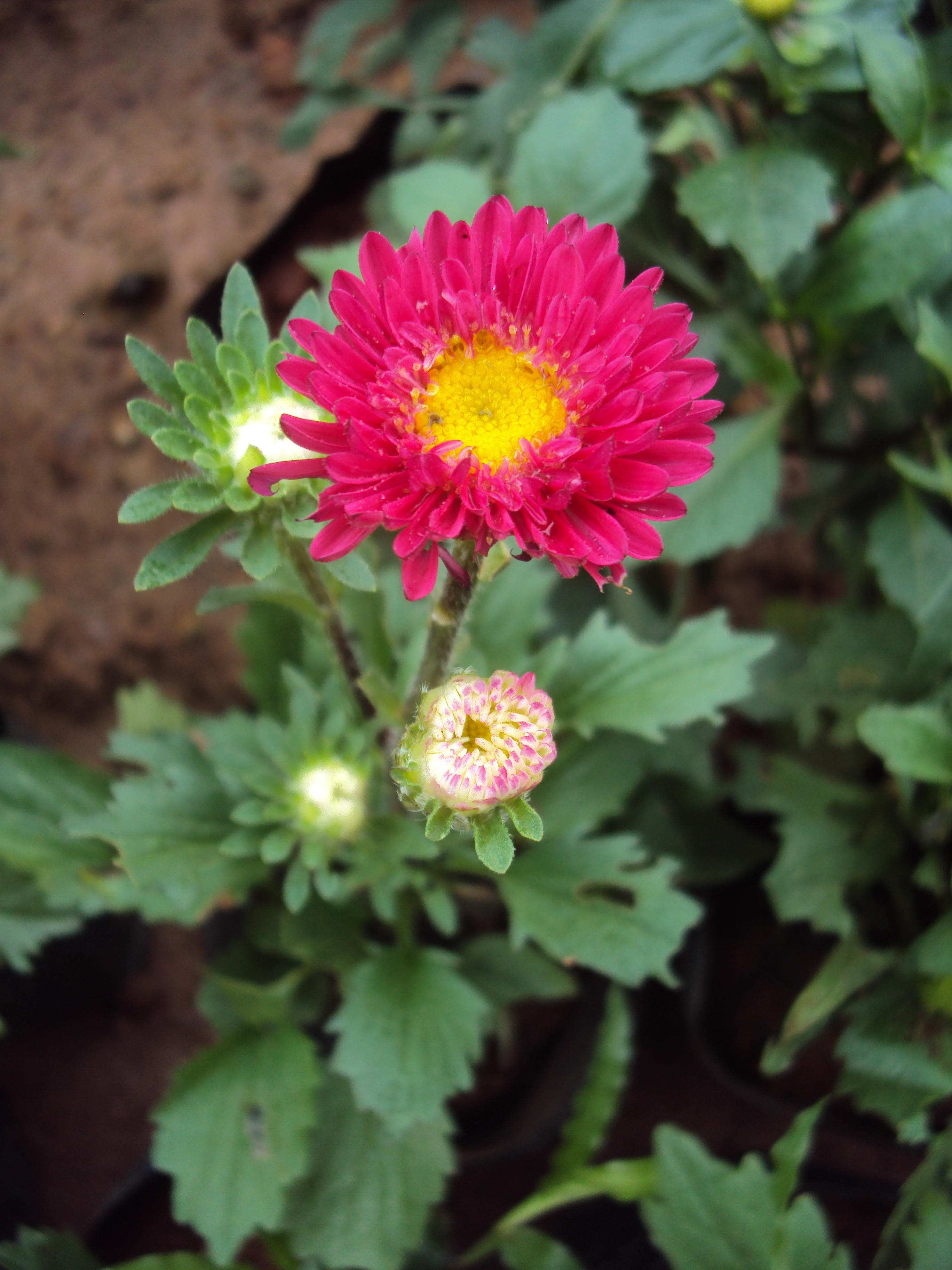
Sommeraster (Callistephus chinensis)

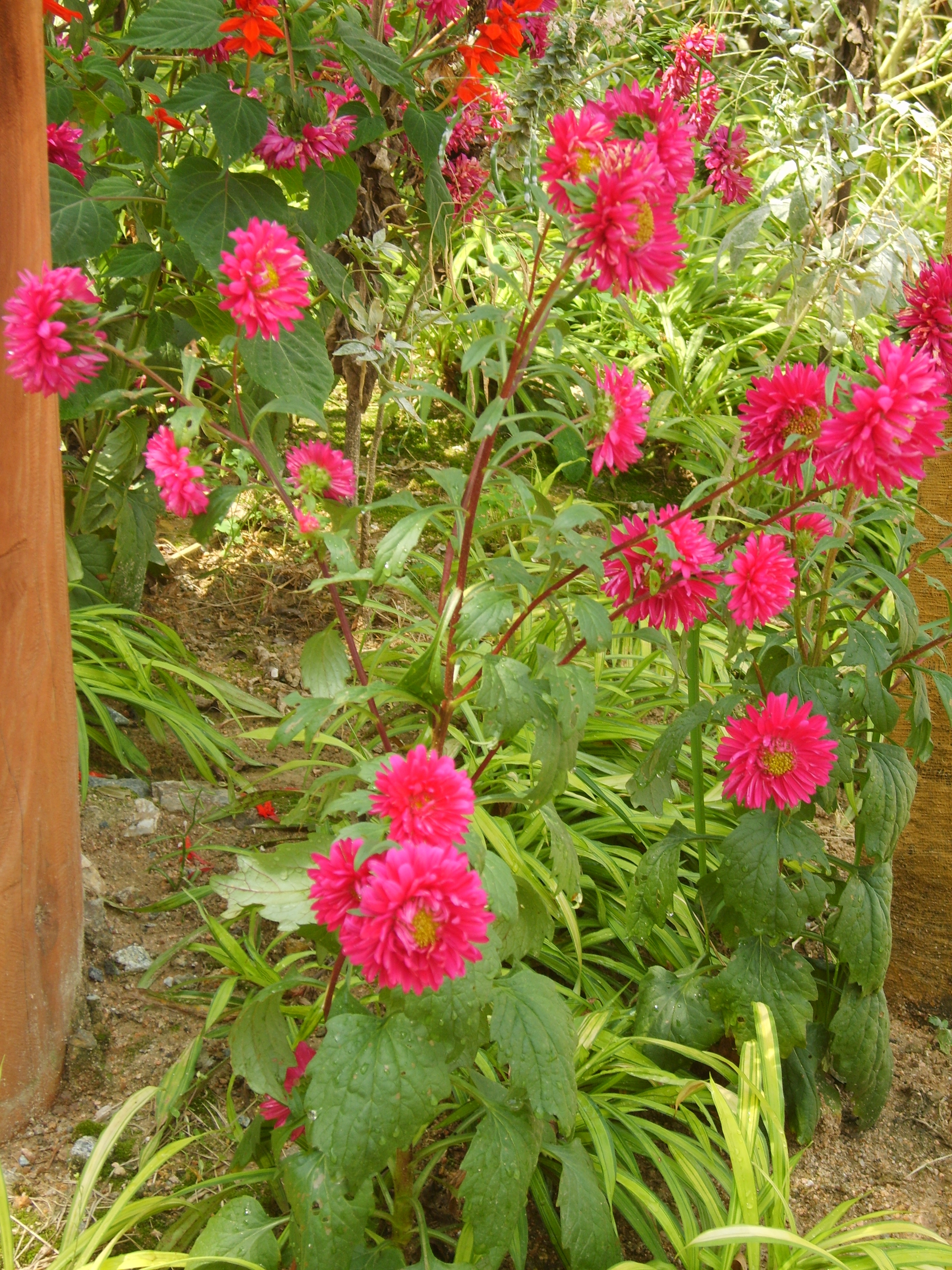
Sommeraster kultiviert in Korea

Die Sommeraster ist eine einjährige krautige Pflanze, die Wuchshöhen von 10 bis 90 Zentimeter erreicht. Der Stängel ist aufrecht, verzweigt und rau behaart. Die Laubblätter sind eiförmig-rhombisch und grob gesägt, die unteren sind gestielt, die oberen lanzettlich bis linealisch und sitzend.
Die körbchenförmigen Blütenstände befinden sich einzeln am Ende der Stängel. In den Blütenkörbchen befinden sich Zungen- (Strahlenblüten) und Röhrenblüten (Scheibenblüten).
Die Blütezeit reicht von August bis Oktober. Die Blütenbildung der Langtagpflanze wird durch eine Sonnenscheindauer von deutlich über 12 Stunden angeregt.
Die Chromosomenzahl beträgt 2n = 18.

## Vorkommen
Die Sommeraster kommt in Japan, Korea und China an den Rändern von Laubwäldern vor. In China kommt sie vor in den Provinzen Gansu, Hebei, Heilongjiang, Henan, Jiangsu, Jilin, Liaoning, Innere Mongolei, Shandong, Shanxi, Sichuan, Xinjiang und Yunnan. Sie wächst dort in Höhenlagen zwischen 300 und 2700 Metern Meereshöhe.
Als Zierpflanze gedeiht sie auf frischen, nährstoffreichen, locker-humosen Böden in warm-humider Klimalage.

## Taxonomie
Die Sommeraster (Callistephus chinensis (L.) Nees) hat folgende Synonyme: Aster chinensis L., Callistemma chinense (L.) Skeels, Callistemma hortense Cass. und Callistephus hortensis (Cass.) Cass.

## Nutzung
Die Sommeraster wird verbreitet als Zierpflanze für Sommerrabatten, Beeteinfassungen und Bauerngärten sowie als Schnittblume genutzt. Sie ist seit spätestens 1728 in Europa in Kultur. In China wird sie schon seit 2000 Jahren kultiviert. Es gibt zahlreiche Sorten in ungefähr 9 Sortengruppen:
- Margareten-Gruppe: Die Blütenkörbchen sind ungefüllt, die Pflanzen verbreiten sich durch Selbstaussaat und verwildern.
- Pinocchio-Gruppe: Die Pflanzen werden bis 20 Zentimeter hoch, die Blütenkörbchen sind gefüllt, die Strahlenblüten sind eingekrümmt.
- Comet-Gruppe: Die frühblühenden Pflanzen werden 15 bis 25 Zentimeter hoch, die Blütenkörbchen sind gefüllt.
- Milady-Gruppe: Die Pflanzen werden 20 bis 30 Zentimeter hoch.
- Straußenfeder-Gruppe: Die spätblühenden Pflanzen werden bis 60 Zentimeter hoch, die Blütenkörbchen sind gefüllt und groß.
- Compliment-Gruppe: Die Pflanzen werden bis 70 Zentimeter hoch, die Blütenkörbchen sind gefüllt, die Strahlenblüten sind gerollt.
- Prinzess-Gruppe: Die Pflanzen werden bis 75 Zentimeter hoch, die Krone der Scheibenblüten ist langröhrig.
- Duchesse-Gruppe: Die Pflanzen werden bis 70 Zentimeter hoch, die Blütenkörbchen sind Pompon-förmig.
- Pommax-Gruppe: Die Pflanzen werden bis 70 Zentimeter hoch, die Körbchen haben einen Durchmesser von bis zu 12 Zentimeter, die Strahlenblüten sind abgespreizt.

## Belege
- Eckehart J. Jäger, Friedrich Ebel, Peter Hanelt, Gerd K. Müller (Hrsg.): Rothmaler Exkursionsflora von Deutschland. Band 5: Krautige Zier- und Nutzpflanzen. Spektrum Akademischer Verlag, Berlin Heidelberg 2008, ISBN 978-3-8274-0918-8.